# Lake Placid
Lake Placid è una località (village) degli Stati Uniti d'America nella contea di Essex nello Stato di New York. Situata sui monti Adirondack a 568 m di altitudine, presso la frontiera canadese, è amministrativamente parte del comune di North Elba.

## Geografia fisica
Il nome della località deriva da quello dell'omonimo lago, presso la cui estremità meridionale sorge il centro abitato. Lo specchio d'acqua più vicino è però il lago Mirror, che si trova tra il lago Placid e la cittadina.

## Cultura
A Lake Placid ha inoltre sede la "Lake Placid Sinfonietta", un'orchestra di musica da camera che esiste dal 1917.

## Infrastrutture e trasporti
L'aeroporto di Lake Placid (LKP) è a sud della città.

## Sport

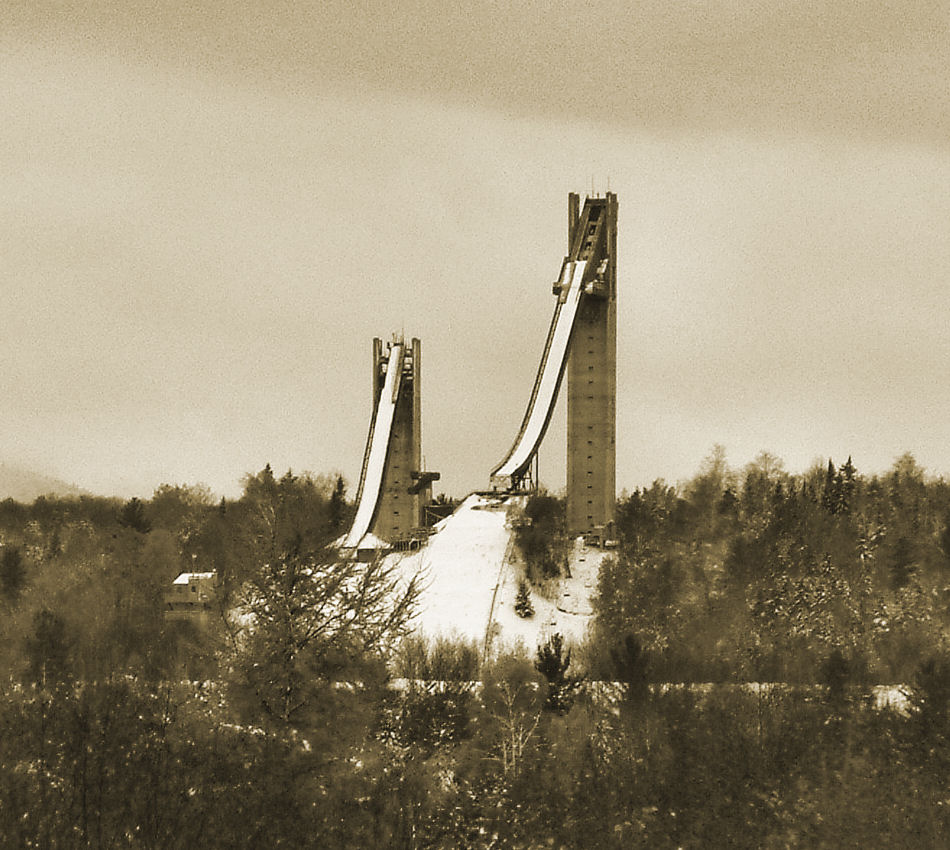
Il MacKenzie Intervale Ski Jumping Complex

A partire dalla fine del XIX secolo Lake Placid è stata attrezzata come stazione sciistica e ha ospitato numerose competizioni internazionali, incluse due edizioni dei Giochi olimpici invernali (nel 1932 e nel 1980). Insieme con Sankt Moritz (Svizzera) e Innsbruck (Austria), è una delle tre località che hanno ospitato per due volte i Giochi olimpici invernali.
La località è dotata di numerosi impianti sportivi, tra i quali i trampolini del MacKenzie Intervale Ski Jumping Complex, uno stadio di biathlon, uno stadio del ghiaccio e la Mt. Van Hoevenberg Olympic Bobsled Run, il tracciato di bob, skeleton e slittino situato ai piedi del Monte Van Hoevenberg. Il comprensorio sciistico si estende sul monte Whiteface (1483 m s.l.m.) ed è attrezzato con 87 piste e 11 impianti di risalita.
Il comprensorio è attrezzato sia per lo sci alpino sia per lo sci nordico. Oltre alle due rassegne olimpiche ha ospitato anche un'edizione dei Campionati mondiali di sci nordico (nel 1950), due dei Campionati mondiali di biathlon (nel 1973 e nel 1987) e decine tappe delle Coppe del Mondo di sci alpino, di biathlon, di combinata nordica, di salto con gli sci, di freestyle e di snowboard, oltre a numerose gare minori di sci alpino, di combinata nordica, di salto con gli sci, di sci di fondo, di freestyle e di snowboard.